# Money in the Bank (2022)
Money in the Bank (2022) foi o 13º evento anual de luta livre profissional do Money in the Bank produzido pela WWE. Foi realizado para lutadores das divisões de marca Raw e SmackDown da promoção. O evento foi ao ar em pay-per-view (PPV) em todo o mundo e estava disponível para transmissão ao vivo pela Peacock nos Estados Unidos e pela WWE Network internacionalmente. Aconteceu no sábado, 2 de julho de 2022, no MGM Grand Garden Arena, no subúrbio de Paradise, em Las Vegas, Nevada; foi originalmente programado para ser realizado no Allegiant Stadium da cidade. O evento de 2022 foi o primeiro Money in the Bank a ser realizado em um sábado, e também elevou o Money in the Bank a ser considerado um dos cinco maiores eventos da WWE do ano, ao lado dos tradicionais "big four" (Royal Rumble, WrestleMania, SummerSlam e Survivor Series).
Sete lutas foram disputadas no evento. No evento principal, o participante não anunciado Theory, que perdeu o Campeonato dos Estados Unidos para Bobby Lashley no início da noite, venceu a luta de escada masculina Money in the Bank, enquanto Liv Morgan venceu a luta de escada feminina na luta de abertura. Em outras lutas de destaque, Ronda Rousey derrotou Natalya para manter o Campeonato Feminino do SmackDown, após o qual Morgan descontou seu contrato Money in the Bank e derrotou Rousey para ganhar o título, e The Usos (Jey Uso e Jimmy Uso) derrotaram The Street Profits (Angelo Dawkins e Montez Ford) para reter o Campeonato Indiscutível de Duplas da WWE. O evento recebeu críticas principalmente positivas dos críticos, com elogios direcionados à luta Money in the Bank masculina e feminina e à luta pelo Campeonato Indiscutível de Duplas da WWE.

## Produção

### Introdução
Money in the Bank é um evento anual de gimmick, produzido pela WWE desde 2010, geralmente realizado entre maio e julho. O conceito do show vem do Money in the Bank ladder match da WWE, no qual vários lutadores usam escadas para recuperar uma maleta pendurada acima do ringue. A pasta contém um contrato que garante ao vencedor uma partida por um campeonato mundial de sua escolha a qualquer momento no próximo ano. O evento de 2022 contará com lutadores das marcas Raw e SmackDown; lutadores do sexo masculino irão competir por um contrato para garantir-lhes uma luta pelo Campeonato da WWE do Raw ou pelo Campeonato Universal do SmackDown, enquanto as lutadoras do sexo feminino competirão por um contrato de luta pelo Campeonato Feminino do Raw ou pelo Campeonato Feminino do SmackDown.
O evento de 2022 foi anunciado durante o SummerSlam de 2021, que foi realizado no Allegiant Stadium, no subúrbio de Paradise, em Las Vegas, Nevada. O Money in the Bank foi anunciado para ser realizado no mesmo local em 2 de julho de 2022, o que marcaria a primeira vez que um evento do Money in the Bank seria realizado em um estádio da National Football League. Em 26 de maio de 2022, no entanto, foi anunciado que o evento havia sido transferido para a MGM Grand Garden Arena, mas nenhuma alteração na data. Os ingressos comprados originalmente para o Allegiant Stadium foram reembolsados com os fãs obtendo o primeiro acesso à compra de ingressos para a MGM em 1º de junho, antes que os ingressos fossem colocados à venda para o público em geral em 3 de junho. Além de ser transmitido no tradicional pay-per-view (PPV), estará disponível para transmissão ao vivo no Peacock nos Estados Unidos e na WWE Network nos mercados internacionais.
Embora o Money in the Bank tenha sido estabelecido como um dos PPVs mensais da WWE realizados entre seus shows "Big Four" (Royal Rumble, WrestleMania, SummerSlam e Survivor Series), em agosto de 2021, o presidente e diretor de receita da WWE Nick Khan se referiu a Money in the Bank como um dos "cinco grandes anuais" da empresa, elevando assim seu status como um dos cinco maiores eventos da WWE do ano, coloquialmente conhecido como "Big Five". Em 24 de fevereiro de 2022, a WWE anunciou uma parceria com a On Location. uma empresa conhecida por fornecer experiências de hospitalidade premium para eventos de marquise. Através da parceria, os espectadores terão acesso a pacotes de hospitalidade para os cinco maiores eventos da WWE, incluindo WrestleMania, SummerSlam, Royal Rumble, Survivor Series e Money in the Bank. O Money in the Bank de 2022 será o primeiro evento da WWE a oferecer pacotes de hospitalidade premium. Esses pacotes de ingressos e viagens incluem assentos premium, ofertas de hospitalidade premium e encontros com lutadores e lendas atuais da WWE.
O Money in the Bank será realizado na mesma noite do UFC 276, que acontece na vizinha T-Mobile Arena durante sua 10ª Semana Internacional da Luta, assim como foi o caso de Manny Pacquiao vs. Yordenis Ugás que aconteceu no dia mesma noite do SummerSlam do ano anterior.

### Histórias
O evento incluirá lutas que resultam de histórias roteirizadas, onde lutadores retratam heróis, vilões ou personagens menos distinguíveis em eventos roteirizados que criam tensão e culminam em uma luta ou série de lutas. Os resultados são predeterminados pelos escritores da WWE nas marcas Raw e SmackDown, enquanto as histórias são produzidas nos programas de televisão semanais da WWE, Monday Night Raw e Friday Night SmackDown.
No episódio de 3 de junho do SmackDown, Natalya venceu um desafio six-pack para se tornar a desafiante número um pelo Campeonato Feminino do SmackDown de Ronda Rousey, enquanto no episódio de 6 de junho do Raw, Rhea Ripley venceu uma luta fatal four-way para determinar a próxima candidata ao Campeonato Feminino do Raw de Bianca Belair. Ambas as lutas pelo título foram posteriormente definidas para o Money in the Bank. No Raw de 20 de junho, foi revelado que Ripley não estava medicamente liberada para competir no evento, e uma nova candidata seria decidido em uma luta fatal five-way. Carmella venceu ao derrotar Alexa Bliss, Asuka, Becky Lynch e Liv Morgan para ganhar uma luta pelo título contra Belair no Money in the Bank.
As partidas de qualificação para a luta Money in the Bank masculino começaram no episódio de 10 de junho do SmackDown. Uma qualificatória entre Drew McIntyre vs. Sheamus terminou em dupla desqualificação, depois que os dois homens se atacaram com cadeiras de aço, portanto, nenhum dos dois se classificou. Na semana seguinte, entretanto, o oficial da WWE Adam Pearce anunciou que tanto McIntyre quanto Sheamus estariam na luta. Seth "Freakin" Rollins se tornou o primeiro a se qualificar do Raw depois que ele derrotou AJ Styles no episódio de 13 de junho do Raw. Na semana seguinte, Omos e Sami Zayn se tornaram o quarto e quinto participantes qualificados depois de derrotar Riddle e Shinsuke Nakamura, respectivamente. Na semana seguinte no Raw, Riddle ganhou um Last Chance Battle Royal eliminando por último The Miz para ser o sexto participante qualificado, enquanto Madcap Moss venceu uma luta fatal four-way também envolvendo Ezekiel, Happy Corbin e The Miz no 01 de julho episódio do SmackDown para ganhar o sétimo e último lugar na luta.
As partidas de qualificação para a luta Money in the Bank feminina também começaram no episódio de 10 de junho do SmackDown. Lacey Evans se tornou a primeira participante qualificada ao derrotar Xia Li. Na semana seguinte no Raw e SmackDown, Alexa Bliss e Liv Morgan derrotaram Doudrop e Nikki A.S.H. em uma qualificatória de duplas para ganhar duas vagas na luta. e Raquel Rodriguez derrotou Shayna Baszler para ganhar o quarto lugar na luta. Na semana seguinte no Raw e SmackDown, Asuka e Shotzi se tornaram o quinto e o sexto participantes qualificados depois de derrotar Becky Lynch e Tamina, respectivamente. Na semana seguinte no Raw, Lynch venceu uma luta Last Chance Elimination ao derrotar Doudrop, Nikki A.S.H, Baszler, Tamina e Li para se tornar a última participante qualificada.

## Evento
| Role:                     | Name:                      |
| ------------------------- | -------------------------- |
| Comentaristas em inglês   | Michael Cole (SmackDown)   |
| Comentaristas em inglês   | Pat McAfee (SmackDown)     |
| Comentaristas em inglês   | Jimmy Smith (Raw)          |
| Comentaristas em inglês   | Corey Graves (Raw)         |
| Comentaristas em inglês   | Byron Saxton (Raw)         |
| Comentaristas em espanhol | Marcelo Rodriguez          |
| Anunciadores de ringue    | Mike Rome (Raw)            |
| Anunciadores de ringue    | Samantha Irvin (SmackDown) |
| Árbitros                  | Danilo Anfibio             |
| Árbitros                  | Jason Ayers                |
| Árbitros                  | Jessika Carr               |
| Árbitros                  | Dan Engler                 |
| Árbitros                  | Daphne Lashaunn            |
| Árbitros                  | Eddie Orengo               |
| Árbitros                  | Ryan Tran                  |
| Árbitros                  | Rod Zapata                 |
| Entrevistadores           | Sarah Schreiber            |
| Pre-show                  | Kayla Braxton              |
| Pre-show                  | Kevin Patrick              |
| Pre-show                  | John "Bradshaw" Layfield   |
| Pre-show                  | Peter Rosenberg            |
| Pre-show                  | Booker T                   |

### Lutas preliminares
O pay-per-view começou com uma luta feminina Money in the Bank, com Alexa Bliss, Asuka, Becky Lynch e Liv Morgan do Raw e Lacey Evans, Raquel Rodriguez e Shotzi do SmackDown. Durante a luta, Lynch desceu e reposicionou uma escada, o que deu a Shotzi tempo suficiente para se recuperar e puxá-la para baixo. Fora do ringue, Lynch subiu uma escada e fez um leg drop em Asuka através de outra escada. De volta ao ringue, Lynch chutou a escada de Morgan em direção às cordas, mas Morgan empurrou as cordas com o pé para equilibrar sua escada. Morgan nocauteou Lynch e desenganchou a maleta para vencer a luta.
Em seguida, Theory defendeu o Campeonato dos Estados Unidos contra Bobby Lashley. Lashley executou um Spinebuster em Theory e tentou uma Spear, mas Theory rolou para fora. Mais tarde, Theory foi para a ATL, mas Lashley escapou e forçou Theory a se submeter ao Hurt Lock para ganhar seu terceiro Campeonato dos Estados Unidos.
Depois disso, Bianca Belair defendeu o Campeonato Feminino do Raw contra Carmella. Carmella evitou que Belair a atacasse, fazendo com que Belair batesse no poste do ringue. Carmella acertou um superkick em Belair. No final, Belair executou o Kiss of Death em Carmella para manter o título.
Na quarta luta, The Usos (Jey Uso e Jimmy Uso) defenderam o Campeonato Indiscutível de Duplas da WWE contra The Street Profits (Angelo Dawkins e Montez Ford). Como The Usos tentou o 1D em Ford, o último contra-atacou em um hurricanrana e enviou The Usos para o ringue. Ford executou um Frog Splash em Jey, mas Jimmy interrompeu o pinfall. Os Usos acertaram um duplo superkick em Ford e executaram o 1D para manter o título. Após a luta, uma filmagem repetida do pinfall mostrou que o ombro de Ford estava fora do tatame, significando que o pinfall não deveria ter sido contado.
Na penúltima partida, Ronda Rousey defendeu o Campeonato Feminino do SmackDown contra Natalya. Rousey tentou uma chave de braço, mas Natalya rebateu em uma tentativa de sharpshooter, que Rousey rebateu em uma chave de tornozelo. No final, Rousey forçou Natalya a se submeter para manter o título. Após a luta, Liv Morgan correu para o ringue e trocou seu contrato com o Money in the Bank. Rousey aplicou a chave de tornozelo em Morgan, que chutou o joelho de Rousey e a rolou para ganhar o Campeonato Feminino do SmackDown. Esta foi a primeira vitória do campeonato de Morgan em sua carreira.

### Evento principal
O evento principal foi o Money in the Bank ladder match masculino, com Omos, Riddle e Seth "Freakin" Rollins do Raw e Drew McIntyre, Madcap Moss, Sami Zayn e Sheamus do SmackDown. Antes da luta começar oficialmente, o oficial da WWE Adam Pearce saiu e anunciou que Theory, do Raw, participaria da luta, assim oito participantes completaram a luta (quatro de cada marca). Durante a luta, Theory saltou da corda superior em Omos, que pegou Theory e o estrangulou. Riddle e Sheamus bateram em Omos com escadas no ringue e o derrubaram. Riddle executou um Hangman's DDT (ou Vintage Orton como Michael Cole o chama) em Sheamus, cujas pernas estavam em uma escada em vez das cordas. Fora do ringue, todos os homens se juntaram a Omos e o jogaram pela mesa de locutores. Quando McIntyre subiu a escada, Butch correu e atacou McIntyre. Sheamus colocou a escada sobre McIntyre e subiu pelo outro lado, mas McIntyre pressionou a escada e derrubou Sheamus. Enquanto Rollins subia a escada, Riddle executou um RKO em Rollins fora da escada. Nos momentos finais, Theory empurrou Riddle para baixo e desenganchou a maleta para vencer a partida.

## Resultados
| Nº                                          | Resultados                                                                                            | Estipulações                                                                                           | Tempo |
| ------------------------------------------- | --- | --- | ----- |
| 1                                           | Liv Morgan derrotou Alexa Bliss, Asuka, Becky Lynch, Lacey Evans, Raquel Rodriguez e Shotzi           | Luta de escadas feminino do Money in the Bank                                                          | 16:35 |
| 2                                           | Bobby Lashley derrotou Theory (c) por submissão                                                       | Luta Individual pelo Campeonato dos Estados Unidos                                                     | 11:05 |
| 3                                           | Bianca Belair (c) derrotou Carmella                                                                   | Luta Individual pelo Campeonato Feminino do Raw                                                        | 7:10  |
| 4                                           | The Usos (Jey Uso e Jimmy Uso) (c) derrotaram The Street Profits (Angelo Dawkins e Montez Ford)       | Luta de duplas pelo Campeonato Indiscutível de Duplas da WWE                                           | 23:00 |
| 5                                           | Ronda Rousey (c) derrotou Natalya por submissão                                                       | Luta individual pelo Campeonato Feminino do SmackDown                                                  | 12:30 |
| 6                                           | Liv Morgan derrotou Ronda Rousey                                                                      | Luta individual pelo Campeonato Feminino do SmackDown Morgan descontou o contrato do Money in the Bank | 0:35  |
| 7                                           | Theory derrotou Drew McIntyre, Madcap Moss, Omos, Riddle, Sami Zayn, Seth "Freakin" Rollins e Sheamus | Luta de escadas masculina do Money in the Bank                                                         | 25:25 |
| (c) – Refere-se aos campeões antes da luta. | | |       |

## Notes
1. ↑  O nome "Campeonato Indiscutível de Duplas da WWE" refere-se ao Campeonato de Duplas do Raw e ao Campeonato de Duplas do SmackDown sendo mantidos e defendidos juntos, embora ambos os títulos permaneçam ativos de forma independente.